# Dendrobium hymenopterum
Dendrobium hymenopterum är en orkidéart som beskrevs av Joseph Dalton Hooker. Dendrobium hymenopterum ingår i släktet Dendrobium, och familjen orkidéer. Inga underarter finns listade i Catalogue of Life.